# Mario Fillinger
Mario Fillinger (* 10. Oktober 1984 in Pirna) ist ein ehemaliger deutscher Fußballspieler.

## Karriere
Der auf dem linken Flügel spielende Fillinger gelangte über den Heidenauer SV und die SG Dresden Striesen ab seinem 13. Lebensjahr zum Chemnitzer FC, für dessen erste Mannschaft er am 29. Februar der Saison 2003/04 in der Regionalliga debütierte und im Saisonverlauf zu weiteren 13 Einsätzen für Chemnitz kam. In der Folgesaison 2004/05 gehörte Fillinger mit 33 Einsätzen zu den Leistungsträgern seiner Mannschaft, die den Abstieg in die viertklassige Oberliga nur dank des gleichzeitigen Lizenzentzugs des KFC Uerdingen 05 vermeiden konnte.
Fillinger, der auch zu zwei Einsätzen in der U-20-Nationalmannschaft gekommen war, wechselte daraufhin zur Saison 2005/06 zum Bundesligisten Hamburger SV. Kurz nach Bekanntgabe seines Wechsels hatte er sich jedoch im Mai 2005 einen Knöchelbruch zugezogen, so dass er nach 17 Einsätzen für die in der Regionalliga spielende zweite Mannschaft Hamburgs erst am 4. März 2006 in der höchsten deutschen Spielklasse debütierte, als er in der Schlussphase des Spiels gegen den FC Bayern München eingewechselt wurde. Sein zweiter Einsatz in der Bundesliga folgte noch in der gleichen Saison. Kurz nach Beginn der Saison 2006/07 entwickelte sich Fillinger zum Stammspieler des Hamburger SV und absolvierte neun von 14 Liga-Partien, einen Einsatz im Ligapokal 2006 sowie zwei in der Champions League 2006/07, bevor er sich im November 2006 einen Meniskusriss zuzog. Fillinger konnte sich daraufhin erst zur Rückrunde der Saison 2007/08 wieder in den Kader des Hamburger SV spielen, für den er im Februar 2008 sowohl in der Bundesliga als auch im UEFA-Pokal 2007/08 je einmal eingewechselt wurde. Daneben spielte Fillinger erneut für die zweite Mannschaft Hamburgs in der Regionalliga.
Zur Saison 2008/09 wechselte er zum Bundesliga-Absteiger Hansa Rostock in die 2. Bundesliga, bei dem er einen Vertrag bis 2010 unterschrieb. In seiner ersten Spielzeit an der Ostsee trug er daraufhin mit acht Toren in 26 Einsätzen zum Klassenerhalt des FC Hansa in Deutschlands zweithöchster Spielklasse bei. In der Folgespielzeit 2009/10 spielte Hansa erneut gegen den Abstieg, wobei Fillinger mit lediglich zwei Toren in 24 Einsätzen die in ihn gesteckten Erwartungen nicht mehr erfüllen konnte. Nach zwei Relegationsspielen gegen Ingolstadt stieg Hansa schließlich erstmals in der Vereinsgeschichte in die 3. Liga ab.
Erneuter Wechsel zur Saison 2010/11: Fillinger ging zum Zweitligisten FSV Frankfurt, bei dem er einen Zweijahresvertrag unterschrieb. Zum Saisonauftakt fehlte Fillinger verletzungsbedingt, gehörte aber ab dem dritten Spieltag zur Stammbesetzung des FSV und kam letztlich auf 30 Ligaspiele. In der folgenden Saison kam er auf nur zwölf Einsätze in der Hinrunde 2011/12, da er sich in der Vorbereitungszeit im Januar 2012 einen Knöchelbruch zuzug und bis Saisonende pausieren musste.
Beim Drittligisten FC Rot-Weiß Erfurt unterschrieb Fillinger einen Zweijahresvertrag ab der Saison 2012/13. Im Mai 2014 folgte die Trennung; seitdem ist Fillinger vereinslos.